# أدغال الديجيتال
أدغال الديجيتال (باليابانية:モンスターファーム) هو مسلسل أنيمي ياباني، دبلج إلى العربية بواسطة مركز الزهرة، وهو يحكي قصة ولد اسمه جواد دخل إلى لعبة فيديو من خلالها رحلته يمر أجمل المغامرات المثير والممتعة والمشوقة، وأيضا من خلال رحلته يتعرف جواد على أصدقاء جدد، أبطالها من الوحوش الرقمية.

## أبطال المسلسل
- جواد
- هالة
- صخري
- أزرق
- أرنب اللهب
- سكر
- نطاط

## الشارة العربية
عاليا تطير في الفضاء
باحثا عن حلم سعيد
وقلبي الشجاع يسبح في الخيال
يستقيه من غد جديد
كل يوم ألتقي بصديق
يخفف وحشة دربي
في عوالم من أرقام
كأنها خيال مضيء
ياطائري المشرق
في أحلامي حلق
طيفا للمنى

فالعقل لا يجدي من دون التحدي
وروح المغامرة
هيا يا صديقي
شاركني طريقي
كي يصبح النجاح
في المنال
هيا نسافر لأرض الخيال
نعيش المغامرة

## روابط خارجية
- أدغال الديجيتال على موقع IMDb (الإنجليزية)
- أدغال الديجيتال على موقع روتن توميتوز (الإنجليزية)
- أدغال الديجيتال على موقع كينوبويسك (الروسية)
- أدغال الديجيتال على موقع ألو سيني (الفرنسية)
- أدغال الديجيتال على موقع قاعدة بيانات الفيلم (الإنجليزية)
- أدغال الديجيتال على موقع ANN anime (الإنجليزية)